# Mark Critch
Mark Critch (nacido el 14 de mayo de 1974) es un comediante, actor y escritor canadiense. Es mejor conocido por su trabajo en la serie de comedia This Hour Has 22 Minutes, inicialmente como escritor y luego como miembro regular del elenco a partir de 2003.

## Carrera
Critch ha sido invitado en Madly Off in All Directions de CBC Radio One, el programa de CBC Television Republic of Doyle, y es el presentador del Halifax Comedy Festival de CBC TV. Actuó en el Festival Just For Laughs en Montreal y en el Festival de Comedia de Winnipeg. Interpretó el papel recurrente de Gary Breakfast en la comedia de situación de CTV Satisfaction. Apareció en varias películas, incluyendo Anchor Zone, Rare Birds y Above and Beyond. En 2013, Critch interpretó a Henry Tilley en The Grand Seduction, una nueva versión de la franco-canadiense La Grande Séduction (2003) de Jean-François Pouliot, dirigida por Don McKellar. Critch y su compañero actor de Terranova Allan Hawco aparecieron en un documental titulado Trail of the Caribou, que siguió el viaje del Regimiento de Terranova en la Primera Guerra Mundial. Fue estrenado en 2016 para conmemorar el centenario de la tragedia del Regimiento en Beaumont Hamel.
Critch alcanzó reconocimiento nacional después de que se transmitiera un artículo de 22 Minutes en el que la miembro del parlamento canadiense Carolyn Parrish pisó una muñeca del presidente George W. Bush, lo que luego provocó que la sacaran del caucus. Es más famoso por sus piezas itinerantes en el programa, en las que abordó a celebridades como John Kerry, Michael Douglas, Alec Baldwin, el ex primer ministro de Canadá Paul Martin, Howard Dean, Avril Lavigne, Hillary Clinton y Justin Trudeau. Las imitaciones de Critch son otra característica recurrente en 22 Minutes, incluidas las de Donald Trump, Rex Murphy, Don Cherry y el ex primer ministro de Terranova y Labrador, Danny Williams.
Critch se casó con su novia de mucho tiempo, Melissa Royle, el 6 de agosto de 2019.

## Libro y adaptación
En 2018, Critch anunció el lanzamiento de sus primera memoria, Son of a Critch. Publicado por Penguin Random House de Canadá, fue lanzado el 2 de octubre de 2018 e inmediatamente entró en la lista de los más vendidos de Globe and Mail, donde permaneció durante varias semanas. Son of a Critch fue el ganador del Margaret and John Savage First Book Award (no ficción) en los Atlantic Book Awards, y fue preseleccionado tanto para la Stephen Leacock Memorial Medal for Humor  de 2019 como para el Kobo Emerging Writer Prize 2019. Además fue preseleccionado para el Premio RBC Taylor de 2019.
En 2021, CBC Television y Lionsgate Films anunciaron la producción de Son of a Critch, una adaptación televisiva del libro. El propio Critch interpreta a su padre (Mike Critch) en la serie, mientras que el actor Benjamin Evan Ainsworth interpreta a Critch joven.

## Trabajo en la caridad
Critch es conocido en Terranova y Labrador por sus esfuerzos caritativos, incluido el cargo de presidente honorario de la Fundación Victoria Park en St. John's, y el patrocinador honorario de recaudación de fondos de la Fundación O'Brien's Farm. Fue nombrado Presidente Honorario de la campaña "One Night Stand Against Cancer" de la Sociedad del Cáncer de Canadá para recaudar fondos para el Centro de Apoyo al Cáncer Sobey de Nueva Escocia. Ha organizado y/o encabezado campañas de recaudación de fondos para la Parkinson's Society of Newfoundland and Labrador y la Heart and Stroke Foundation.
El 7 de diciembre de 2017, Wonderful Grand Band lanzó una versión regrabada de Babylon Mall para el 50 aniversario de Avalon Mall, con Critch en la voz. Las ganancias de la nueva versión de la canción se donaron al Centro Tommy Sexton.